# Relaciones Noruega-Reino Unido

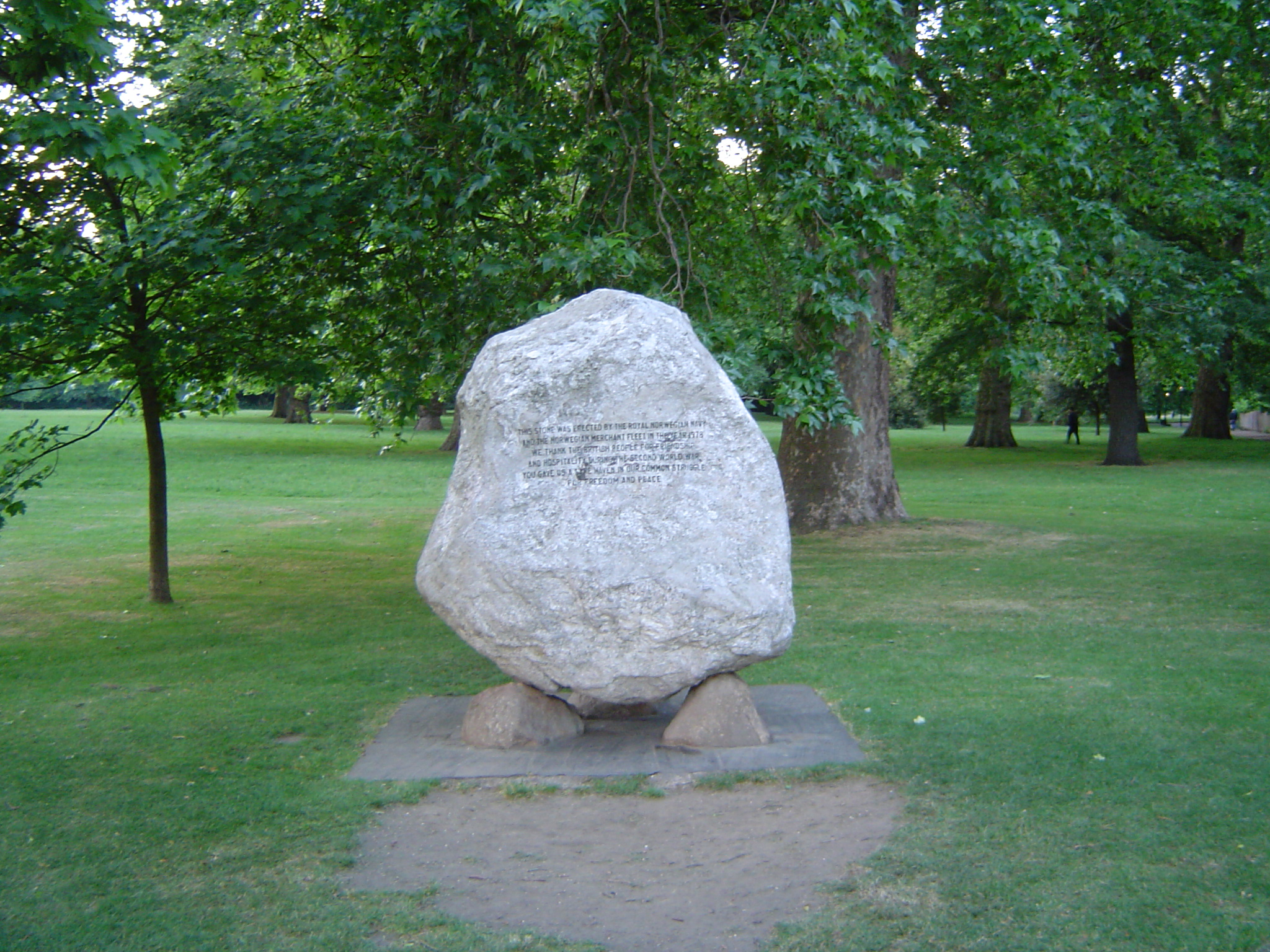
The Norwegian stone en Hyde Park, Londres

Las Relaciones Noruega-Reino Unido se refieren a las relaciones exteriores entre el Reino de Noruega y el Reino Unido de Gran Bretaña e Irlanda del Norte.

## Historia

### Conexiones históricas
Los vikingos de la población noruega se establecieron particularmente en ciertas áreas de la actual Escocia y el norte de Inglaterra, y hasta el día de hoy muchas personas en estas áreas tienen apellidos derivados de las palabras en nórdico antiguo, como Ainscough, o son de ascendencia noruega parcial.
En Inglaterra, los vikingos noruegos comenzaron a llegar a lo largo de la costa del noroeste después de ser expulsados de Irlanda a principios del siglo X. Son conocidos principalmente por establecerse en The Wirral y Chester, pero la evidencia sugiere que esta expulsión también condujo a que algunos se asentaran en las cercanías del West Derby Hundred (hoy dividido entre Gran Mánchester y Merseyside), Amounderness Hundred y Lonsdale Hundred en Lancashire. Los vikingos pudieron asentarse cómodamente en estas áreas, ya que en ese momento estaban escasamente pobladas. Muchos nombres de lugares en esta área, como North Meols, Scholes, Skelmersdale y Grimsargh son de origen nórdico antiguo, al igual que ciertas palabras en el dialecto de Lancashire de esta área, como "skrike". El Cuerdale Hoard y Silverdale Hoard fueron descubiertos dentro de esta área. Casi al mismo tiempo, los vikingos noruegos se trasladaron a establecerse en el área que hoy es Cumbria.
En Escocia, las islas de Shetland y Orkney tienen conexiones históricas desde hace mucho tiempo con Noruega.

### 1900s
Ambos países establecieron relaciones diplomáticas en 1905, después de la independencia de Noruega. El Reino Unido tiene una embajada en Oslo. Noruega tiene una embajada en Londres. Sin embargo, las relaciones se remontan a la época vikinga cuando los vikingos nórdicos atacaron las islas británicas, fundando asentamientos permanentes en el oeste de Inglaterra, la Isla de Man, las Hébridas en Escocia y las islas de Orkney y Shetland. Como resultado, el idioma inglés ha sido muy influenciado por el idioma noruego. Este vínculo cultural ha persistido hasta el día de hoy, dando como resultado una relación cultural estrecha entre los dos países.
Con la completa independencia de Noruega de Suecia, surgió la cuestión de un rey para Noruega. La elección del Príncipe Carl de Dinamarca, que se convirtió en el Rey Haakon VII, se vio en gran medida como influenciada por dos factores inusuales: la nación más pequeña de Dinamarca significaba que el equilibrio de poder en Europa no se vería afectado por la alianza instantánea de Noruega con la tierra natal de su nuevo rey, y la esposa de Carl, Maud, era una princesa británica, que se espera que conduzca a una estrecha relación con el Reino Unido, lo que podría dar a Noruega cierta protección de la hegemonía alemana.
Durante la Primera Guerra Mundial, Noruega fue neutral. Sin embargo, debido a que en gran parte favorecía a los británicos sobre los alemanes, Noruega llegó a ser conocida como El Aliado Neutral.

### Segunda Guerra Mundial

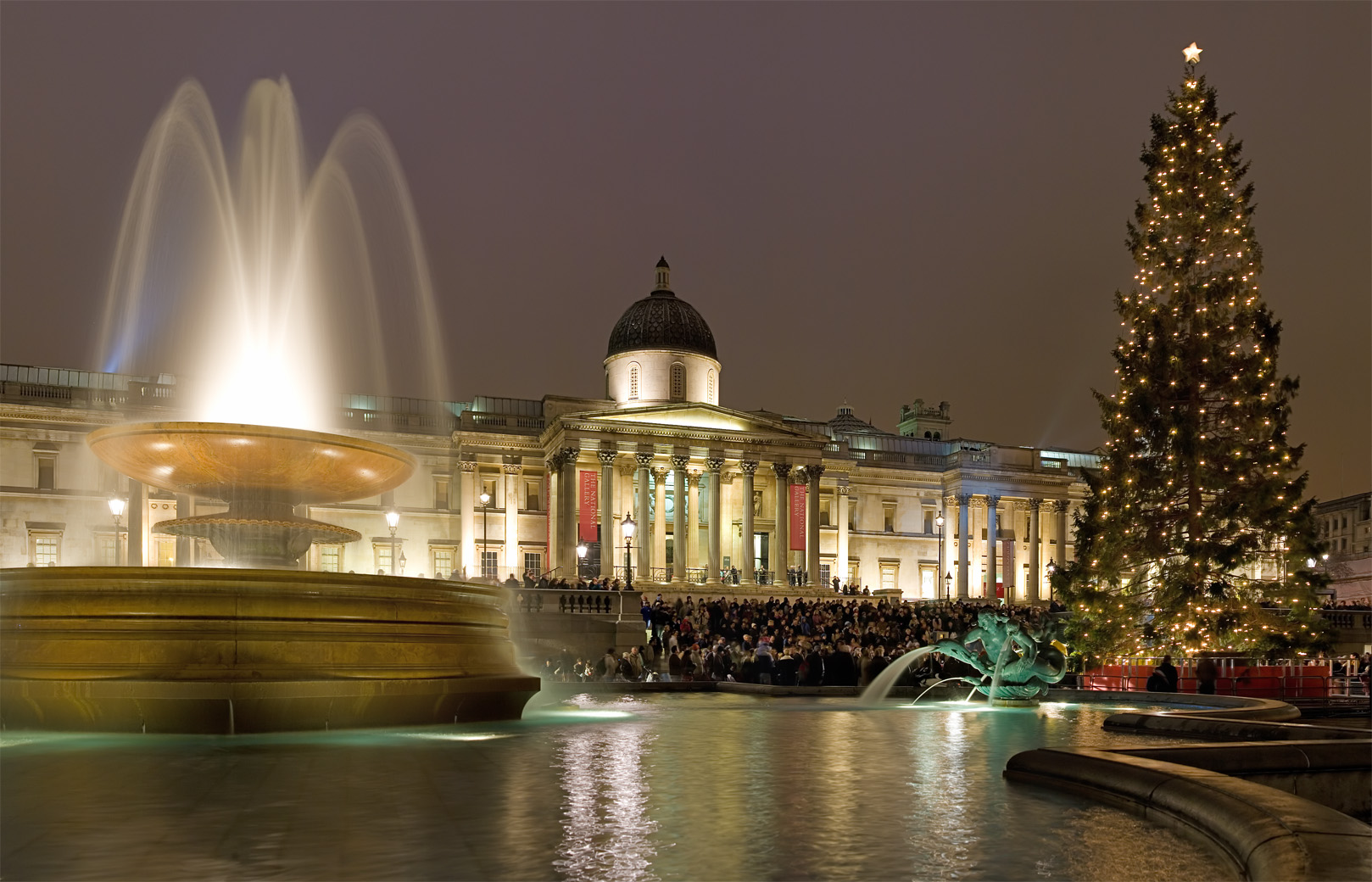
El árbol de Navidad de Trafalgar Square es donado a la gente de Londres por la ciudad de Oslo cada año desde 1947

Durante la Segunda Guerra Mundial, Noruega fue invadida y ocupada por Alemania, obligando al rey y al gobierno noruegos a crear un gobierno en el exilio en Londres. El ejército británico también ayudó a entrenar y organizar comandos noruegos para atacar instalaciones nazis en Noruega. Como muestra de agradecimiento del pueblo noruego hacia el pueblo de Gran Bretaña, todos los años se envía un Árbol de Navidad noruego de Oslo a Trafalgar Square en Londres.
Cada año, durante los últimos 60 años, Newcastle upon Tyne recibió un árbol de Navidad como regalo de Bergen, una de las ciudades gemelas de Newcastle. Gunnar Bakke, quien ha sido alcalde de la ciudad gemela de Newcastle desde septiembre de 2007, derribó el impresionante abeto noruego de 45 pies de altura. Cada año, el árbol está decorado con luces blancas noruegas tradicionales y es un símbolo de paz y buena voluntad. La gente de Noruega también envía un árbol a la ciudad de Great Grimsby cada Navidad desde el final de la Segunda Guerra Mundial, durante los últimos años el árbol ha sido seleccionado por la gente de Sortland.

## Actualidad

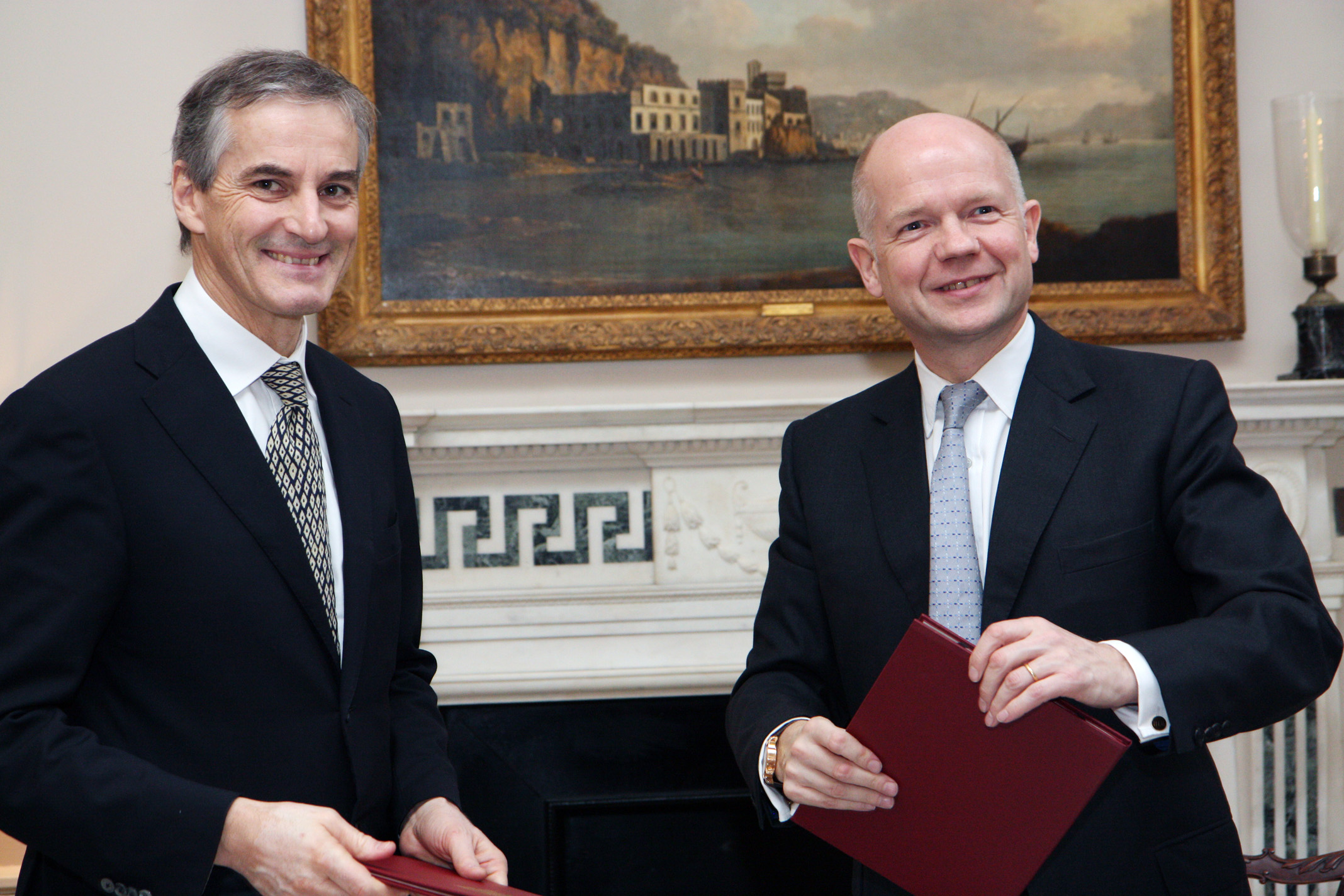
El Secretario de Relaciones Exteriores británico William Hague (derecha) y el ministro de Relaciones Exteriores de Noruega, Jonas Gahr Støre, firmaron un Memorando de Entendimiento sobre la cooperación entre el Reino Unido y Noruega sobre investigación polar y patrimonio cultural en Londres, Inglaterra, el 30 de noviembre de 2011

Después de que la ciudad inglesa de Harwich se vio gravemente afectada por la inundación del mar del Norte en 1953, en la que varias personas quedaron sin hogar, el gobierno noruego respondió financiando la construcción de algunas casas de madera en la ciudad. A pesar de ser consideradas temporales, las casas todavía están en pie en Harwich hoy.
Noruega y el Reino Unido comparten fronteras mutuas en la Antártida, y se reconocen mutuamente las reclamaciones de los demás, así como las de Australia, Francia y Nueva Zelanda.
Ambos países son miembros de pleno derecho de la OTAN y del Consejo de Europa. Hay alrededor de 18,000 noruegos viviendo en el Reino Unido y alrededor de 13,395 británicos viviendo en Noruega. Los británicos son uno de los grupos de inmigrantes más grandes en muchas ciudades. Las ciudades con más británicos son Oslo (2.535), Stavanger (1.542), Bergen (1.014), Bærum (716), Trondheim (360), Asker (307), Kristiansand (238), Drammen (144) y Fredrikstad (111 ).
La reina Isabel II hizo tres visitas de estado a Noruega durante su reinado, en 1955, 1981 y más recientemente en 2001, cuando fue recibida por el rey Harald V.

### Relaciones militares
Los Royal Marines se entrenan anualmente en Noruega y se integran en los planes de defensa de Noruega.

## Galería
Galería

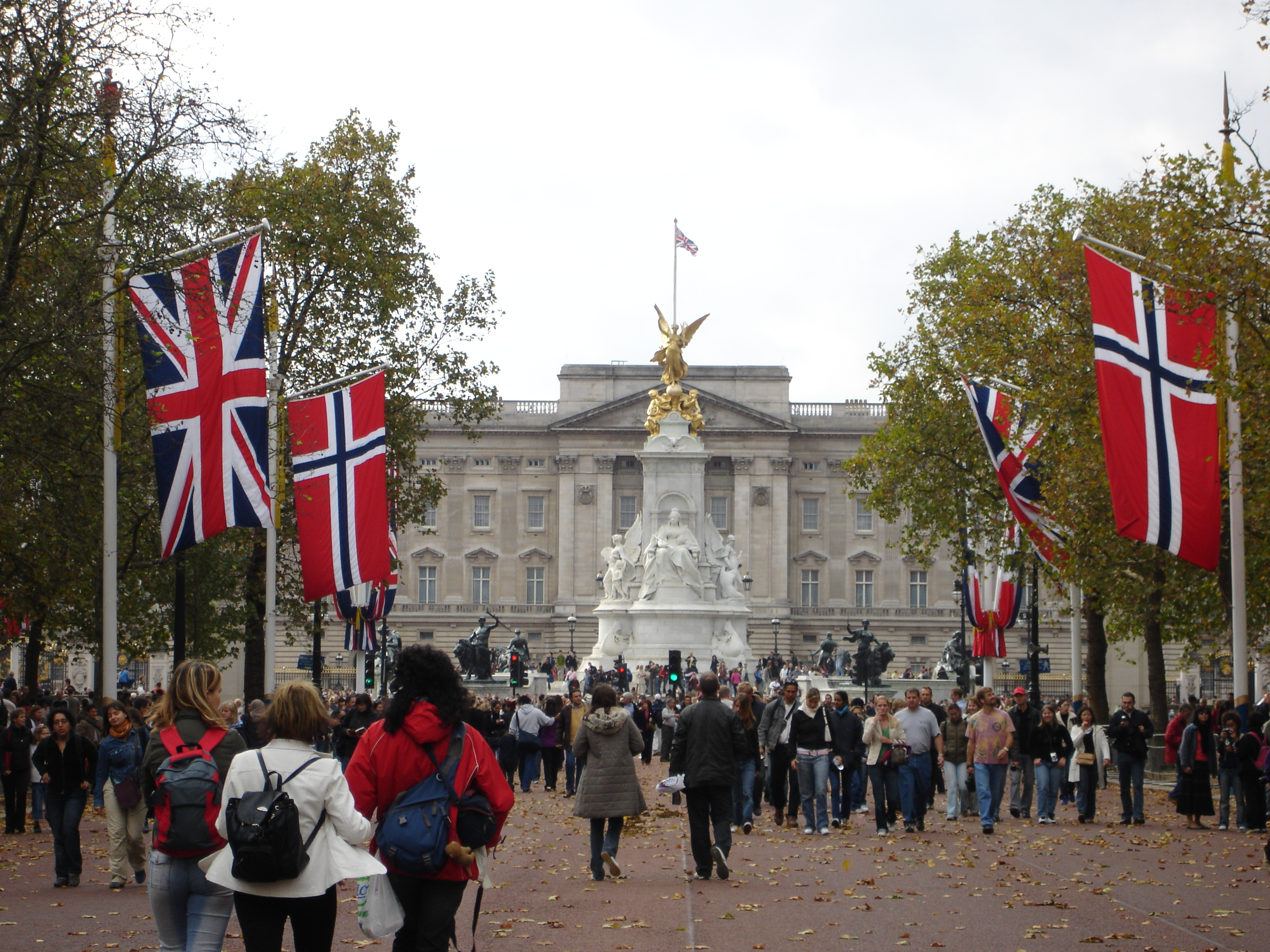
Las banderas noruegas y británicas fuera del palacio de Buckingham
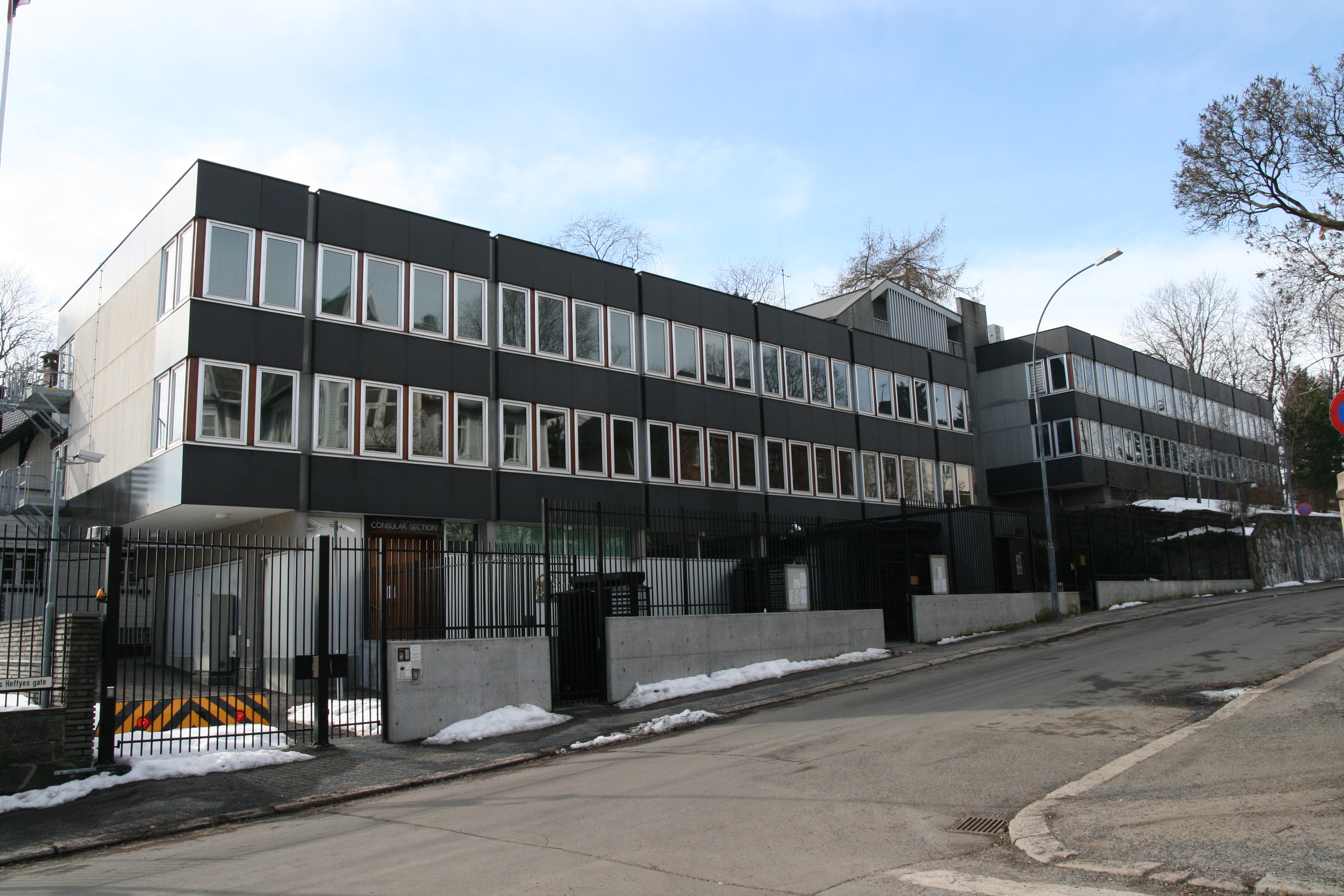
La embajada británica en Oslo
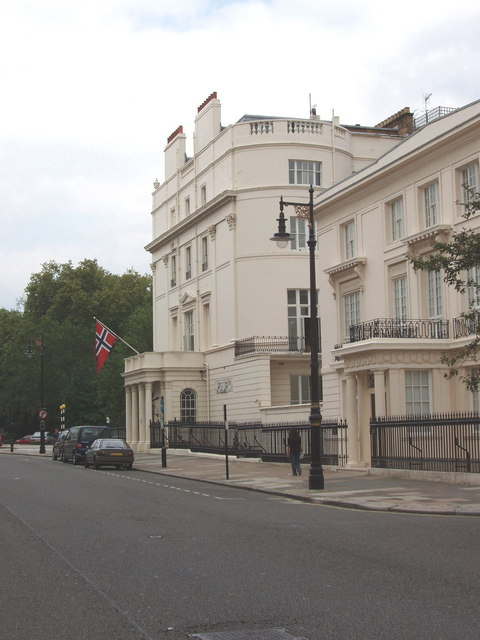
Embajada de Noruega en Londres